# Hugh Peter
Hugh Peter (ou Peters) (baptisé le 29 juin 1598, mort le 16 octobre 1660) est un prédicateur, conseiller politique et soldat anglais qui soutient la cause parlementaire pendant la guerre civile anglaise et devient très influent. Il utilise un style de prédication flamboyant qui est considéré comme très efficace pour faire avancer les intérêts de la cause puritaine.

## Jeunesse
Peter est né d'un père anversois et est issu d'un milieu aisé. Il est baptisé le 29 juin 1598 à Fowey et fait ses études au Trinity College de Cambridge. Ayant vécu une conversion, il prêche dans l'Essex et de retour à Londres, il prend les ordres anglicans et est nommé maître de conférences à St Sepulchre's. Il développe cependant les opinions puritaines et quitte finalement l'Angleterre pour la Hollande. Il rend visite à Gustave II Adolphe de Suède en Allemagne vers 1632 et, par la suite, devient le ministre de l'église anglaise à Rotterdam.
Ses penchants puritains attirent de nouveau l'attention et Peter part en Nouvelle-Angleterre. Il est lié à John Winthrop par l'intermédiaire de sa femme et a déjà noué plusieurs amitiés avec les colons américains. Il arrive à Boston en octobre 1635 et est chargé de l'église de Salem. Il joue un rôle significatif pendant le procès 1637 d'Anne Hutchinson pendant la Controverse d'Antinomian, étant l'un des ministres voulant qu'elle soit bannie de la colonie . Il joue un rôle de premier plan dans les affaires de la colonie et s'intéresse à la fondation de la nouvelle colonie dans le Connecticut . Il participe à l'établissement du Harvard College.

## Période de la guerre civile
En 1641, Peter retourne en Angleterre comme agent de la colonie, mais est bientôt impliqué dans les troubles politiques qui commencent alors. Il devient aumônier des forces des aventuriers en Irlande, et sert en 1642 dans l'expédition de Lord Forbes, dont il écrit un récit. A son retour, il prend une part violente à la campagne contre William Laud, et défend les doctrines des Indépendants dans une préface à un pamphlet de Richard Mather intitulé « Church Government and Church Covenant discussed... » (1643).
En septembre 1643, le Comité parlementaire de sécurité envoie Peter en mission en Hollande, pour y emprunter de l'argent au nom du Parlement et pour expliquer la justesse de sa cause aux Néerlandais.
Il est plus précieux pour la cause parlementaire en tant que prédicateur qu'en tant que diplomate, et ses sermons sont très efficaces pour gagner des recrues dans l'armée parlementaire. Il devient également célèbre en tant qu'exhorteur lors des exécutions de criminels d'État, assiste Richard Challoner sur l'échafaud et Sir John Hotham. Cependant, c'est en tant qu'aumônier de l'armée qu'il exerce la plus grande influence. En mai 1644, il accompagne le comte de Warwick dans son expédition navale pour la défense de Lyme, prêche un sermon d'action de grâce dans l'église après sa libération, et est chargé par Warwick de représenter l'état de l'ouest et les besoins des forces là-bas. à l'attention du Parlement. C'est le prélude à de plus grands services de même nature rendus à Sir Thomas Fairfax et à la New Model Army. En tant qu'aumônier, Peter prend une part importante dans les campagnes de cette armée au cours de 1645 et 1646. Chaque fois qu'une ville devait être attaquée, c'est à lui de prêcher un sermon préparatoire aux parties d'assaut, et à Bridgwater, Bristol et Dartmouth, il est reconnu comme ayant encouragé les soldats. Après une victoire, il est également efficace pour persuader le peuple de la justesse de la cause parlementaire et pour convertir les neutres en partisans. Pendant le siège de Bristol, il convertit cinq mille Clubmen, et lorsque l'armée de Fairfax entre en Cornouailles, ses dépêches mentionnent spécialement l'utilité de Peter pour persuader ses compatriotes de se soumettre.
En plus de ses fonctions d'aumônier, il exerce les fonctions d'agent de liaison du général et de correspondant de guerre. Fairfax l'emploie habituellement pour présenter au parlement l'état de son armée, les motifs qui déterminent ses mouvements et les détails de ses succès. Ses récits de batailles et de sièges sont lus avec avidité et forment un supplément semi-officiel aux propres rapports du général. Oliver Cromwell suit l'exemple de Fairfax et, en son nom, Peter livre à la Chambre des communes des récits de la capture de Winchester et du sac de Basing House. C'est en hommage à sa position et à ses services qu'il est choisi pour prêcher, le 2 avril 1646, le sermon d'action de grâces pour la reprise de l'ouest devant les deux chambres du parlement.
À la fin de la première guerre civile anglaise, Peter, bien que très détesté par les presbytériens et les Écossais, a acquis une grande influence en tant que chef des indépendants. Dans son pamphlet "Last Report of the English Wars" (1646), il exhorte à la tolérance religieuse, par une alliance avec les protestants étrangers et une propagation active de l'évangile. Dans le différend entre la nouvelle armée et le Long Parlement, il prend naturellement le parti de la première et, après la capture du roi par l'armée en juin 1647, a des entretiens avec Charles Ier à Newmarket et à Windsor, au cours desquels il impressionne favorablement ce dernier, et donne des conseils sur la meilleure voie à suivre. Il rend des services utiles pendant la Seconde Guerre civile, procure des armes aux assiégeants lors du siège de Pembroke, lève des troupes dans les Midlands et organise la reddition du duc d'Hamilton à Uttoxeter. Lorsque l'armée entre à Londres en 1648, il est l'un des rares prédicateurs à soutenir le mouvement et à s'exprimer en faveur de Purge de Pride. En août 1649, il accompagne Cromwell dans sa campagne d'Irlande et assiste à la chute de Wexford, tandis que plus tard il participe à la campagne en surveillant depuis l'Angleterre l'envoi à Cromwell de fournitures et de renforts. En 1650, il est nommé aumônier au Conseil d'État. Par l'intermédiaire de son poste, il exerce une influence sur divers comités concernés par les réformes religieuses, juridiques et sociales. La même année, pendant la troisième guerre civile, il se trouve dans le sud du Pays de Galles, s'efforçant de rallier le peuple à la cause, puis assiste à la bataille de Worcester en 1651, où il prêche ensuite aux soldats parlementaires victorieux.
Peter est à la tête de la force escortant Charles Ier à Londres et soutient le procès et la condamnation dans des sermons. Les conseils de Peter sont importants dans le cercle restreint de Cromwell et influencent l'élaboration des politiques. Selon un témoin, Peter a affirmé que c'est lui qui a le premier suggéré à Cromwell que le roi soit jugé et exécuté .

## Sous le Commonwealth
À la fin de la guerre, Peter est nommé l'un des prédicateurs à Whitehall et devient une personne influente. Le Parlement lui a déjà voté une rente de 200 livres. La bibliothèque de l'archevêque Laud (ou une partie de celle-ci) lui a été remise en 1644. Il fait partie du comité de vingt et un nommés pour suggérer des réformes juridiques, et il publie ses idées sur ce sujet, qui comprend un registre des testaments et des titres fonciers et la destruction ultérieure des anciens registres, dans son pamphlet, "Good Work for a Good Magistrate" (en 1651), auquel répondent R Vaughan et Prynne. Il désapprouve fortement la première guerre anglo-néerlandaise, et son influence en souffre. En juillet 1658, il est envoyé à Dunkerque comme aumônier de garnison. Il prêche le sermon funéraire d'Oliver Cromwell et s'oppose à la destitution de Richard Cromwell.
En 1647, il a appelé à la réadmission des Juifs en Angleterre, croyant que cela profiterait à l'économie et accélérerait la parousie. En raison de ses vues sur l'admission des Juifs, Cromwell l'invite à la Conférence de Whitehall de 1655 pour soutenir son avis. Lors de la conférence, Peter change de camp, exprimant l'opinion que non seulement les Juifs ne pouvaient pas être convertis, mais qu'ils pouvaient faire du mal par le travail missionnaire.

## Restauration Stuart

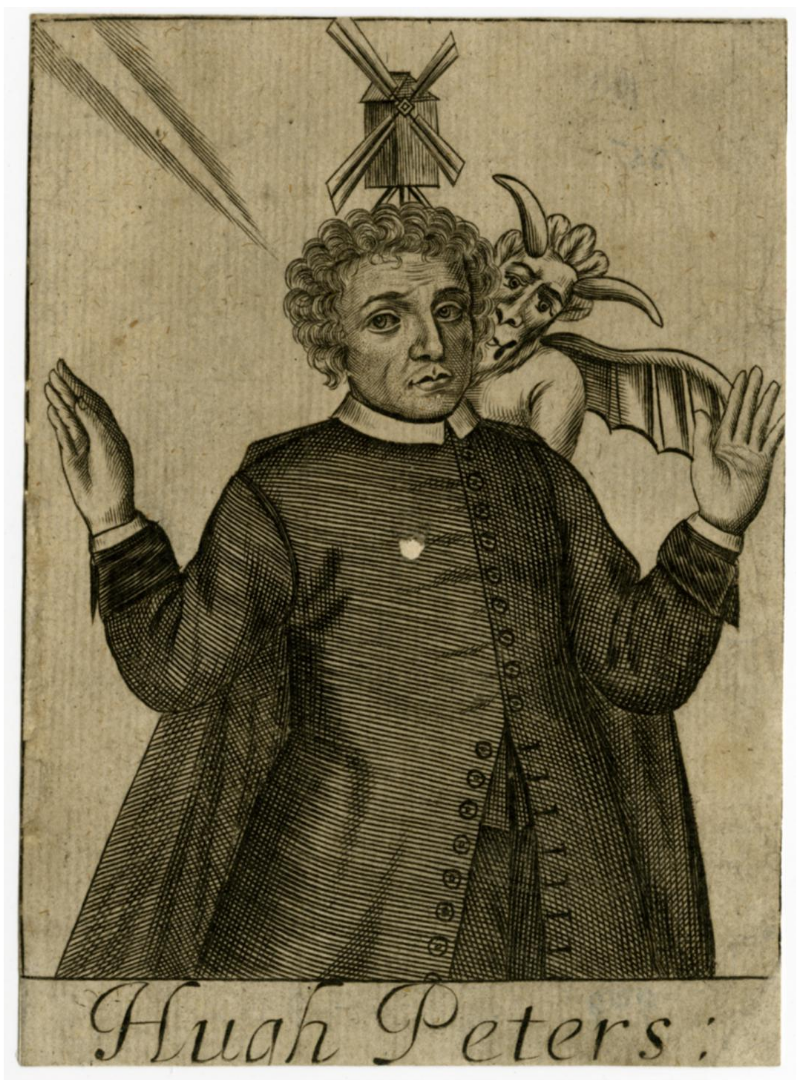
Hugh Peters représenté dans une Broadside ballad de 1660, " Don Pedro de Quichotte, ou en anglais le très révérend Hugh Peters "

Le pays devient instable après que le fils de Cromwell ait quitté le pouvoir, et le général Monck arrive d'Écosse à la tête de la seule force efficace et unifiée qui reste. Peter tente d'assurer sa position auprès du nouveau pouvoir dans le pays et rencontre Monck à St Albans lors de la marche de ce dernier vers Londres, mais ne rencontre aucune faveur, étant expulsé de son logement à Whitehall en janvier 1660. La restauration par Monck de la maison de Stuart met Peter en grave danger. Le 11 mai, son arrestation est ordonnée. Le 17 mai la Bibliothèque de l'Archevêque de Cantorbéry lui est prise. Il est excepté de l'acte d'indemnisation et appréhendé le 2 septembre à Southwark.
La prédication et les adresses de Peter au Parlement au nom de Cromwell l'ont rendu trop connu comme un adversaire puritain de la maison royale de Stuart pour que tout désaveu puisse le sauver, et la repentance était probablement son meilleur espoir. Cela empêcherait également la confiscation de ses biens et laisserait quelque chose à ses héritiers. Cependant, il semble avoir paniqué, envoyant une défense de lui-même à la Chambre des lords dans laquelle il nie toute part dans la mort de Charles Ier. En plus de justifier la condamnation à mort de Charles, Peter est considéré comme l'un des deux des bourreaux fortement déguisés, même celui qui a soudé la hache, même si c'était une tâche nécessitant une certaine habileté. L'assistant du bourreau a tendu la tête coupée aux spectateurs, puis l'a jetée de côté avec mépris, mais il a omis la prononciation habituelle : « C'est la tête d'un traître » ; en tant que prédicateur de premier plan, la voix de Peter aurait été facilement reconnue. Selon des témoignages, Peter a ordonné à un charpentier d'enfoncer des agrafes dans l'échafaudage (pour attacher Charles au bloc s'il résistait), est présent sur les lieux le jour de l'exécution, disparait pendant une heure pendant celle-ci et est vu en train de boire l'eau avec le bourreau présumé, Richard Brandon, par la suite. Il est jugé le 13 octobre et reconnu coupable de haute trahison. Peter écrit "Le dernier héritage d'un père mourant" à son seul enfant, Elizabeth, dans lequel il donne un récit de sa carrière .
Il est condamné à être pendu, traîné et écartelé ; l'exécution a lieu à Charing Cross le 16 octobre. De nombreux contemporains l'ont rapporté comme étant au désespoir. Peter est forcé de regarder John Cook (en) souffrir d'émasculation et d'éventration avant de subir lui-même le même sort.

## Famille
Peter est le fils de Thomas Dyckwoode, alias Peter, issu d'une famille qui a quitté les Pays-Bas pour échapper à la persécution religieuse, et de Martha, fille de John Treffry et Emlyn Tresithny de Place, Fowey, Cornouailles.
Vers 1625, alors que Peter prêche dans l'Essex, il épouse Elizabeth, veuve d'Edmund Read de Wickford et fille de Thomas Cooke de Pebmarsh dans le même comté.
Peter épouse ensuite Deliverance Sheffield; elle vivait encore en 1677 en Nouvelle-Angleterre. Par son second mariage, Peter a une fille, Elizabeth, à qui son "dernier héritage" est adressé. On dit qu'elle s'est mariée et a laissé des descendants en Amérique, mais l'exactitude du fait est contestée.